# Pultovní systém
Knihy, zejména ve středověku, byly v knihovnách řazeny pomocí pultovního systému. To znamená, že knihy nebyly v regálech tak, jak to známe dnes, ale byly položeny na lavicích (čtecích pultech), ze kterých je čtenáři přímo četli. Tento systém vydržel do nástupu knihtisku (1445). Poté se od této knihovní formy začíná upouštět. Knih je díky knihtisku více a je tedy potřeba i více místa.